# 1141-й артилерійський полк (РФ)
1141-й артилерійський полк (1141 АП, в/ч 40515) — артилерійське формування повітряно-десантних військ Збройних сил Російської Федерації.

## Історія
В 1993 році в результаті виводу російських військ з Литви частина була передислокована в м. Майкоп. В наступному році полк був переміщений вже в Анапу, де дислокується по теперішній час.

## Бойові операції

### Війна на сході України
За даними Ярослава Тинченка, військовослужбовці полку були залучені до формування тактичних груп, що брали участь у вторгненні російських регулярних військ. Ці підрозділи були озброєні самохідними мінометами 2С9 «Нона».
Артилерійський дивізіон зі складу полку брав участь у боях під Іловайськом.

## Втрати
З відкритих джерел відомо про деякі втрати полку під час вторгнення в Україну:
| п/п | Прізвище, ім'я, по-батькові                                   | Звання  | Дата народження | Дата смерті   |
| --- | ------------------------------------------------------------- | ------- | --------------- | ------------- |
| 1.  | Нікітін Олексій Миколайович (рос. Никитин Алексей Николаевич) | капітан | 1986            | до 15.03.2022 |

## Матеріали
- Воздушно-Десантные Войска (ВДВ) // warfare.be (архів)